# Klári Tolnay
Klári Tolnay, född 17 juli 1914 i Budapest, Österrike-Ungern, död 27 oktober 1998 i Budapest, Ungern, var en ungersk skådespelare.
1934 blev hon anställd vid teatern Vígszínház där hon stannade till 1946, men återvände igen fram till 1950 då teatern upplöstes av den kommunistiska regimen. 1950 blev hon medlem av skådespelarensemblen på Madách-teatern där hon blev kvar till sin död 1998. Hon filmdebuterade 1934 i Meseautó och medverkade fram till 1990 i över 130 ungerska filmer och TV-produktioner. I många av hennes tidiga filmer spelade hon med Pál Jávor i romantiska komedier.

## Filmografi, urval
- 1934 – Meseautó
- 1937 – A kölcsönkért kastély
- 1940 – Rätten till kärlek
- 1942 – Katyi
- 1957 – Mese a 12 találatról
- 1964 – Pacsirta
- 1966 – Drömmen om fadern
- 1967 – Utószezon